# Aleksander Fjodorovič Avdjejev
Aleksander Fjodorovič Avdjejev, sovjetski letalski častnik, vojaški pilot in letalski as, * 1917, † 12. avgust 1942, Novaja Usmanj (KIA).
Avdjejev je v svoji vojaški karieri dosegel 13 samostojnih zračnih zmag.

## Življenjepis
Leta 1938 je vstopil v Borisoglebsko letalsko akademijo.
Med junijem 1941 do svoje smrti je služil v 153. lovskem letalskem polku.
Opravil je 189 bojnih poletov.

## Odlikovanja
- heroj Sovjetske zveze (posmrtno)